# Nightmare (chanson de Tuesday Knight)
Pour les articles homonymes, voir Nightmare.
Singles de Tuesday Knight
Out of Control
(1987) Ivory Tower
(1989)
Nightmare, également connue sous le titre de (Running From This) Nightmare, est une chanson de l'actrice et chanteuse américaine Tuesday Knight. Le titre sert d'introduction au quatrième film de la franchise Freddy, Le Cauchemar de Freddy sorti en 1988, dans lequel Tuesday Knight interprète le personnage de Kristen Parker.
En 1987, Tuesday Knight publie son premier album éponyme. Elle est choisie l'année suivante en 1988 pour remplacer Patricia Arquette dans le rôle de Kristen Parker. Knight rencontre le réalisateur du quatrième opus de la série Freddy, Renny Harlin, avant la fin de la production et lui propose d'écrire une chanson pour le film.
Le titre est écrit et composé par Tuesday Knight et Michael Egizi dans les jours qui suivent. Renny Harlin écoute la cassette dans sa voiture, impressionné, il remet l'enregistrement au département de musique sans le consentement de l'actrice. La chanson est utilisée pour l'introduction du film, mais ne connaît aucune sortie officielle en single et ne figure pas non plus sur la bande originale du film, en raison d'un coût plus élevé.
La chanson est officiellement publiée pour la première fois en 2012 via le label Knight and Day Records sur la compilation de Knight, intitulée Faith,. En 2015, il est annoncé que la chanson est remasterisée, remixée et réenregistrée, le tout produit en EP sur support CD et vinyle ainsi qu'une version numérique avant la fin de l'année,. L'album est produit par Tuesday Knight et Michael Perez, et le design conçu par Dakota Thomas. Pour financer l'album et les droits de la franchise Freddy, l'interprète de la chanson Tuesday Knight, passe par la plateforme Kickstarter, avec un objectif total de 20 000 $. La période de financement s'étend de février 2015 à avril 2015, avec une somme atteinte de 6 303 $, le projet est par conséquent avorté.